# 青銅器時代

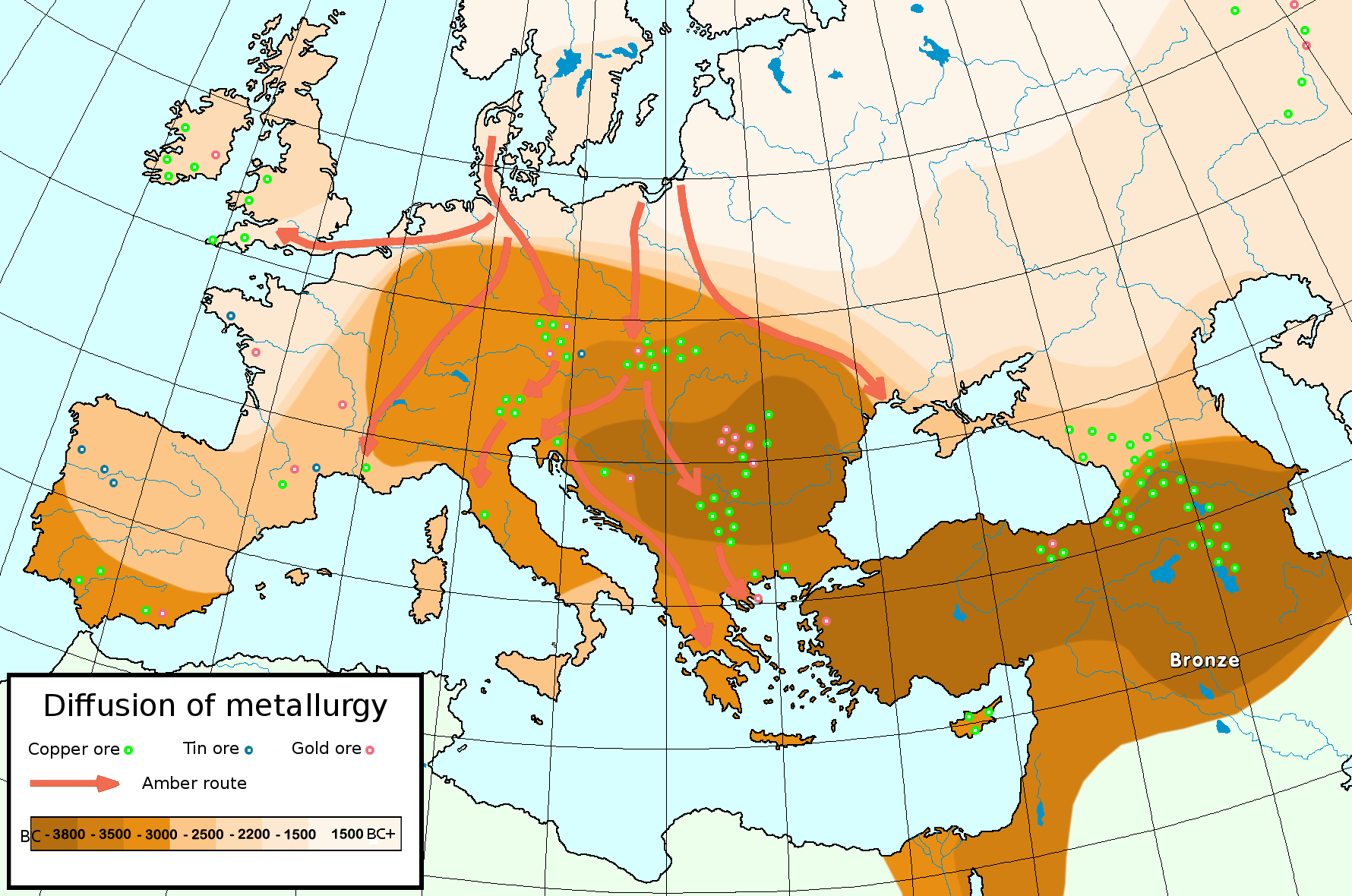
冶金技術の伝播。濃い茶色ほど古く伝わった地域。

青銅器時代（せいどうきじだい）は、考古学ないし歴史学において、石を利用した石器の代わりに青銅を利用した青銅器が主要な道具として使われた時代を指す術語である。

## 定義と概要

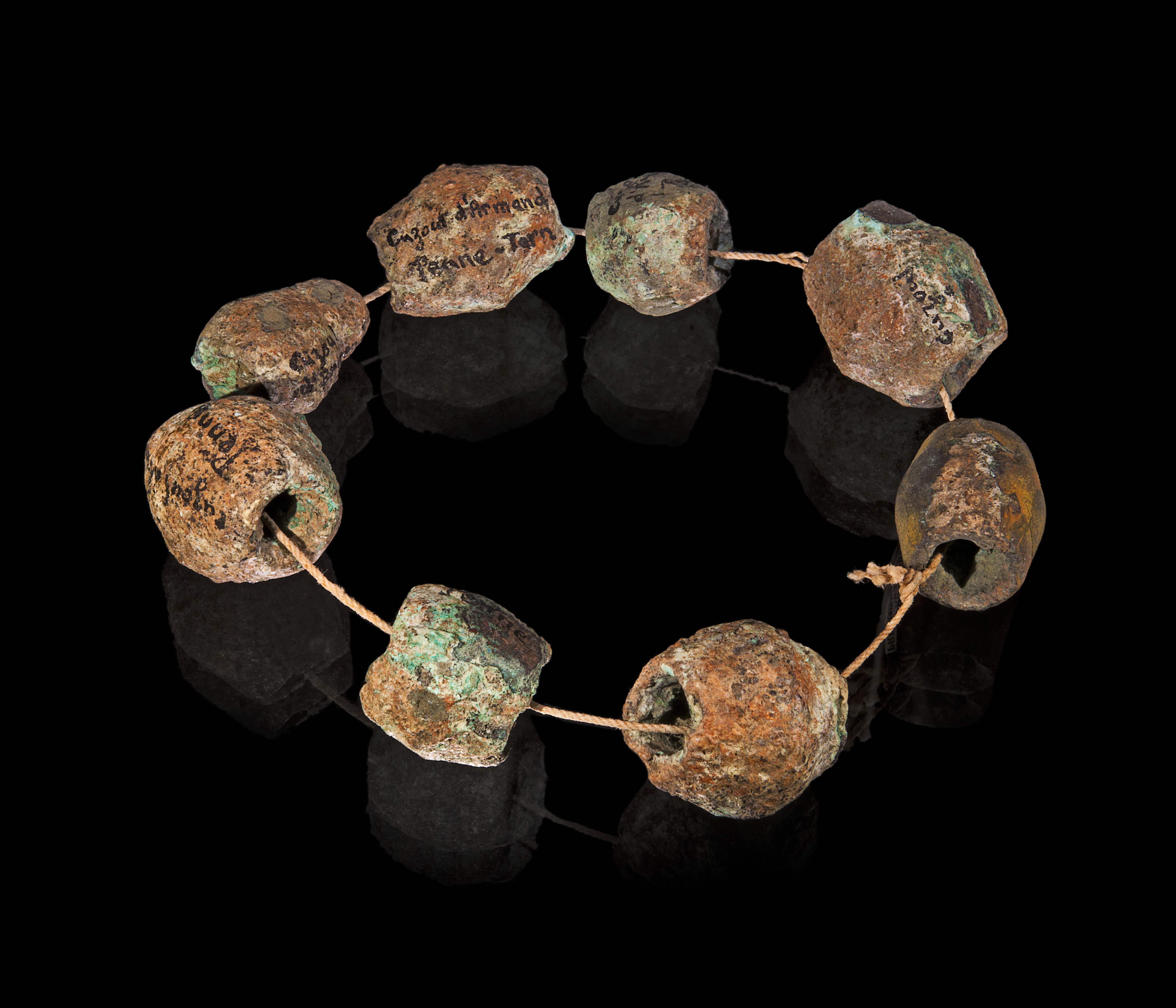
青銅器時代の装飾品。南仏タルヌ県にて出土。

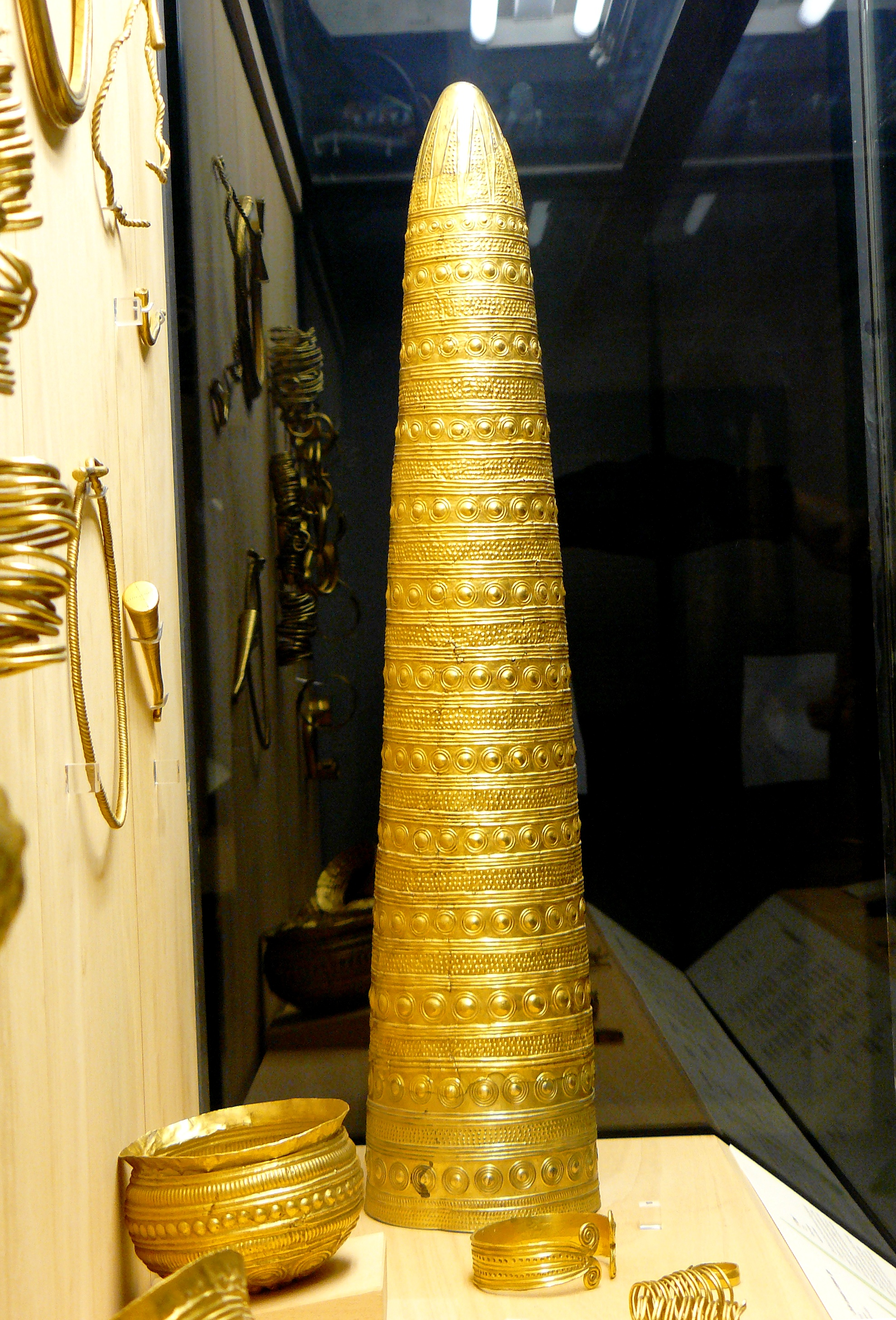
青銅器時代のヨーロッパ地域でいくつか発見されているゴールデンハット。外側は有機物で覆われていたとされる。

青銅器時代とは、デンマークのクリスチャン・トムセンが提唱した歴史区分法の一つである三時期法に依拠する概念である。この三時期法は、社会の歴史的な時間の流れを、主に利用されていた道具の材料によって石器時代、青銅器時代、鉄器時代と3つに区分する考え方であり、青銅器時代はその中の真ん中の時代に相当する。また、この時代区分は先ヨーロッパ史を中心に考えて提唱されたものであるが、中東、インド、中国にも適用することが可能である。青銅器時代は多くの文明において国家形成の開始された時期に当たり、世界最古の文字が発明されたのもこの時期にあたる。このため、各文明においては先史時代と歴史時代の両方の面を持つ。メソポタミア文明においては最初の都市の形成は銅器時代後期にさかのぼるとみられており、また歴史をしるすことのできる文字の発明も、銅器時代後期である紀元前3200年頃のウルク市とみられているが、初期王朝時代には青銅器時代に入ったと考えられている。エジプト、中国の各文明においては青銅器文明に入った後に国家の形成が行われ、歴史時代へと入っていった。またこれとは逆に、西ヨーロッパや北ヨーロッパのように青銅器時代を通じて国家の形成が見られず、先史時代にとどまった地域も存在する。

## 特徴
青銅は銅と錫の合金であるため、当然ながら、ある社会が青銅器時代へと移行するためには、交易によって他の文明圏から青銅器自体を大量かつ恒常的に入手できる例外的な場合を除いては、鉱物資源の入手が可能な状況が存在しなければならなかった。また同時に、火の制御と利用に関する高度な技術や冶金術の発達も必要とされた。
石器時代の終盤、人類は自然金や自然銅などの鉱物を加工することを覚え、やがて銅を加工した金属器を使用するようになった。この時代のことを銅器時代、または金石併用時代と呼ぶ。ただし銅は硬度が不足しており、石器を完全に駆逐することはできず、金属器と石器の併用される時代が続いた。やがて自然に結晶化した鉱物だけでなく、鉱石に含まれる金属を精錬する冶金技術を手に入れた人類は、徐々にさまざまな金属を使用するようになっていく。こうした金属の中に、スズがあった。スズは融点が低く、主要鉱石である錫石からの精練が容易であるためかなり早くから実用化された金属であるが、このスズと銅を同時に溶融して合金である青銅を開発したことで、青銅器時代がスタートした。もっとも、初期の青銅は二つの金属を混合したものではなく、スズ成分を多く含む銅鉱石を精錬した際に偶然発見されたと考えられている。
青銅がもてはやされた理由は、展延性に富み加工性に優れていたことと、銅に比べ融点が低く溶融しやすいにもかかわらず非常に硬度が高く、武器や農具などにも使用可能であったこと、青銅器が示した熱伝導性や耐久性や光沢という金属の一般的な性質が当時の人々にとって希少価値を有していたことにあると言われている。青銅は錫の添加量が多いほど白銀色の光沢が強くなり硬度も上がり、銅が多くなるにつれ黄金色を経て赤銅色へと変化し硬度も低下するが、この白銀色や黄金色といった華美な色彩は当時の人々の創造性を非常に刺激し、祭礼において用いられた神聖な神具や高貴な者が使用する装飾品として錫を多く含む青銅器が製作された。一方で、錫の含有量に相関して脆性が高まることから、青銅製の刀剣は黄金色程度の色彩の青銅が多く使われたことが分かっている。ただしスズは加工は容易ではあるものの非常に地域的な偏在が激しい鉱物のひとつであり、スズを入手できなかった地区においては青銅器時代に到達せず、石器時代が非常に長く継続することも稀ではなかった。またこうしたことからスズは青銅器時代において非常に重要な交易物資として扱われた。銅もスズほどではないがどこにでも産出する性質のものではなく、これらの物資はしばしば文明地域から離れた地域において調達された。シュメール文明においては銅はイラン高原から、のちにはマガン（現オマーン）から、スズはアフガニスタン西部から、それぞれ輸送されてきたが、このことははるかな遠隔地との間を結ぶ長距離交易システムがすでに構築されていたことを示している。こうした青銅器時代の交易船からは、しばしばスズや銅のインゴットが発見され、この二品目が青銅器時代において大変重要な交易品だったことを示している。
青銅器の獲得により、石器時代に比べ、農業生産効率の向上、軍事的優位性を確保する事が出来、それによって社会の大幅な発展と職業の分化、文化レベルの向上が起こったと考えられている。こうしたことから、青銅器時代に入った地域においては各地で文明が成立し、周囲の農耕民が集住してできた都市が形成され、やがて国家を形成するようになっていった。このほか、文字の発明やウマの広汎な使用、車輪の使用、身分の分化なども多くはこの青銅器時代に端を発する。

## 世界の各地域への広まり
メソポタミア・エジプトでは紀元前3000年ごろから青銅器時代がはじまった。初期には塊鉄炉（ブルマリー炉）が使用されていた。メソポタミアにおいては青銅器時代に入る前からウルクなどの都市が形成されていたが、青銅器時代に入るとさらに発展は加速し、ウル・ラガシュなどといったシュメールの都市国家が栄え、紀元前2350年頃にはアッカド王サルゴンがメソポタミアを最初に統一し、やがてウル第三王朝やバビロニア、カッシートなどの広域王朝が交代を繰り返すようになった。このほか、メソポタミア北部においてはアッシリアやミタンニなども建国された。エジプトにおいても青銅器文明に入ると統一王朝が形成され、エジプト初期王朝時代を経てエジプト古王国が成立した。その後、エジプト第1中間期、エジプト中王国、エジプト第2中間期を経て、エジプト新王国期までがエジプトの青銅器時代である。エーゲ海地方においては、紀元前3000年頃から2000年頃にわたって続いたキクラデス文明や、クレタ島に栄えたミノア文明（ミノス文明、クレタ文明）、ギリシア本土に栄えたミケーネ文明、小アジア西端のトロイア文明といった、エーゲ文明の名で総称される各文明が起こっていた。オリエントにおいては、アナトリア高原にヒッタイトの現れる紀元前1500年前後までが青銅器時代と考えられる。ただしこの時期のオリエントにおいて鉄器の製造技術を保持していたのはヒッタイトのみであり、ほかの諸国においては青銅器時代が継続していた。オリエント全域に鉄器が広がり青銅器時代が終焉するのは、紀元前1200年ごろに海の民の襲撃によりヒッタイトが滅亡し、その技術がオリエント全域に流出した、いわゆる前1200年のカタストロフののちのことである。
インドにおいては紀元前2600年から紀元前1800年ごろにかけて、インダス川流域にモヘンジョ・ダロやハラッパーなどの諸都市によるインダス文明が栄えた。
ヨーロッパでは紀元前2300年〜紀元前1900年ごろのビーカー文化後期、紀元前1800年〜紀元前1600年ごろから始まったウーニェチツェ文化、紀元前1600年〜紀元前1200年ごろの墳墓文化（西部）およびトシュチニェツ文化（東部）、紀元前1300年ごろからの骨壺墓地文化（西部）およびルサチア文化（東部）などを経て、紀元前800年頃から青銅器時代から鉄器時代への移行期に入った。また、北ヨーロッパにおいては青銅器文化の時期はやや遅れ、紀元前1700年〜紀元前500年ごろに北欧青銅器時代を迎えた。
中国では、紀元前3100年頃から紀元前2700年頃にかけて甘粛省や青海省といった黄河最上流部に栄えた馬家窯文化において青銅の物品が発見されており、この時期に青銅器時代に移行したと考えられている。その後、黄河中下流域に栄えた龍山文化や二里頭文化を経て、紀元前1600年頃には二里岡文化に代表される中国最古の王朝である殷（商）が成立した。殷代の青銅器は、饕餮（トウテツ）文と呼ばれる複雑な文様が青銅器の表面に鋳造されていることで知られる。その後周代を経てから春秋時代（紀元前770年〜紀元前400年ごろ）までが青銅器時代に相当し、鼎に代表されるさまざまな特異な青銅器が生まれた。こうした青銅器の表面にはしばしば文字が鋳造されるか刻まれ、金文と呼ばれて貴重な資料となっている。

## 存在しない地域
石器時代、青銅器時代、鉄器時代という時代区分が当てはまらないケースもある。石器を使っていた地域に、すでに鉄器の利用が普及している隣接地域から青銅器・鉄器の技術の両方が伝われば、その石器を使っていた地域には定義上青銅器時代は存在しないことになる。
日本では弥生時代に鉄器と青銅器がほぼ同時に伝わったと言われており、青銅器時代を経ずにそのまま鉄器時代に移行したと考えられている。実際に、日本国内で発掘される青銅器は祭器としての使用が非常に多く、実用的な金属器としての使用は少ない。むしろ、実用的な金属器は鉄器が大半である。このため、日本は青銅器時代の存在しない地域の典型例によく挙げられる。
サハラ砂漠以南のアフリカにおいても青銅器時代は存在せず、銅の使用自体も鉄器伝来後、しかも装身具などわずかな使用にとどまっていた。
また中・南アメリカにおいては、鉄を発見する事なく文明・文化を発展させ歴史時代に入った事から、青銅器時代という区分は存在しない。鉱業・冶金技術の発展とともに青銅のみならず金や銀、あるいは金・銀・銅の合金が使われるようになったものの、こうした金属器の使用はほぼ装飾品など一部の利用にとどまり、武器など実用品の多くは石器のままの、いわゆる金石併用状態であった。

## 時代区分
- 石器時代 - （銅器時代・金石併用時代）- 青銅器時代 - 鉄器時代

## 関連文献
- 有松唯「イラン北部における青銅器時代から初期鉄器時代への移行」『オリエント』第50巻第2号、日本オリエント学会、2007年、28-54頁、CRID 1390282680320189696、doi:10.5356/jorient.50.2_28、ISSN 00305219。